# Butch van Breda Kolff
Willem Hendrik van Breda Kolff, detto Butch (Glen Ridge, 28 ottobre 1922 – Spokane, 22 agosto 2007), è stato un cestista, allenatore di pallacanestro e dirigente sportivo statunitense, attivo sia a livello universitario, nella NCAA, che a livello professionistico, nella NBA e nella ABA.
Era il figlio del calciatore Jan van Breda Kolff e il padre del cestista Jan van Breda Kolff.

## Palmarès

### Allenatore
- Henry Iba Award (1965)